# Index.hu Zrt.
Az Index.hu Zrt. (2006-ig Index.hu Rt.) az Index.hu magyar hírportál mögött álló, 1999-ben (jogilag 2001-ben) alakult magyarországi lapkiadó vállalkozás. Az Index körül két évtized alatt számos további internetes lap és szolgáltatás felbukkant, ezek fölött az Index.hu Zrt. részben közvetlenül, saját szervezetén keresztül, részben közvetetten, például az online lapokat kiadó vállalkozásokban tulajdonrészt szerezve nyert irányítást.
Az Index - és valamennyi, a portfóliójába tartozó lap - hirdetési felületeit 2009 óta a Közép-európai Média Zrt. (angol nevének, a Central European Media & Publishingnek alapján CEMP-ként rövidített és ismert) vállalkozás értékesíti.

## Története
| név               | részesedés ezer forint | százalék |
| ----------------- | ---------------------- | -------- |
| Csontos István    | 300                    | 0,43     |
| Szabó Ákos        | 417                    | 0,60     |
| Sitányi Gábor     | 560                    | 0,80     |
| Máthé Tóth István | 560                    | 0,80     |
| Kéki Balázs       | 1250                   | 1,79     |
| Gerényi Gábor     | 1250                   | 1,79     |
| Sasvári József    | 1250                   | 1,79     |
| Csonka Tamás      | 560                    | 0,80     |
| Uj Péter          | 1250                   | 1,79     |
| Edward H. Sanborn | 1651                   | 2,36     |
| Braun Róbert      | 2500                   | 3,58     |
| Reisz Attila      | 3125                   | 4,47     |
| Kövér József      | 3542                   | 5,07     |
| Szöllősy Gábor    | 4531                   | 6,48     |
| Német Rt.         | 5909                   | 8,45     |
| Net.IPO AG        | 11820                  | 16,91    |
| Kőrösi Ákos       | 30156                  | 43,13    |

A kiadót 1999-ben, az első hazai hírportál, az INteRNeTTo távozó szerkesztőségi tagjai alapították annak érdekében, hogy az Index.hu néven indított új internetes lapot megjelentethessék.  A kiadó 50 millió forintos törzstőkével részvénytársaságként alakult 1999 őszén, befektetői az Inventra fejlesztővállalt tulajdonosai: Kőrösi Ákos és Szőllősi Gábor (75 százalék), az internettós Nyírő András, Gerényi Gábor, Uj Péter és Kéki Balázs technikai szerkesztő (10 százalék), továbbá Braun Róbert történész, Reisz Attila, a Microsoft Magyarország akkori ügyvezetője, valamint Kövér József és Edward Sanborn pénzügyi magánbefektetők. A vállalkozás alapítását közvetlenül megelőzte az URL Consulting Kft. melynek az INteRNeTTo szerkesztőségének a tagjai hoztak létre még abban a reményben, hogy a lapot ki tudják vásárolni az akkori kiadó, az IDG Hungary Kft. portfóliójából. Kőrösi Ákos cége, az Inventra Kft. lett az Index első tulajdonosa és finanszírozója. (Az Inventra internetes szoftverek fejlesztésére koncentrált, de kezdetben más szoftverfejlesztési projekteket is elvállaltak, 1999-re azonban már a cég teljes bevétele az internetes piacról származott.)
A kivásárlási ajánlat vezetett a szerkesztőség távozásához az Internettotól, és az Index.hu, illetve az azt kiadó Index.hu Zrt. megalapításához. Az új lapkiadó első vezetője Reisz Attila lett. 1999 végére az Inventra webfejlesztői tevékenységét is bevitték az Index.hu Ztr.-be, így nem csak egy online lap, hanem annak a technikai hátterét megteremtő fejlesztőkapacitás is része lett a vállalatnak.  Decemberben Nyírő András távozott a laptól. További befektetőkkel bővült az Index, és opciós részvénycsomagot kaptak az alkalmazottak is. A menedzsment tagjai ekkor: Kőrösi Ákos vezérigazgató, Braun Róbert vezérigazgató-helyettes, Uj Péter hírigazgató, Gerényi Gábor tartalomfejlesztési igazgató, Szabó Ákos kereskedelmi igazgató és Verhás Péter fejlesztési igazgató – a két utóbbi szakember a Graphisofttól, illetve a Compaqtól igazolt át az Indexhez. Ebben az időben fejlesztések sorozata indul: kifejlesztették és beindították a Mediánnak a webaudit mérőrendszert, és beüzemelték a tartalomkezelő szoftvert is.
2000 januárjában jött létre a világ legnagyobb internetes üzlete, az America Online és a Time Warner fúziója. Ez hatással volt a tőzsdére, és ennek következtében megnyíltak az Index lehetőségei is. Elkészült az üzleti terv 2000 februárjában, melyben kisebbségi tulajdonlást ajánlottak fel (max. 25%) a lehetséges befektetőknek. 2000 márciusában az Index.hu Rt. meghatározó tulajdonrészt vásárolt a tar.hu-t működtető vállalkozásban, ami elsősorban digitális fotóknak adott tárhelyet (és mintegy tíz év múlva szűnt meg véglegesen.) Tavaszra több befektető szerzett összesen 25,1 százalékos részesedést a részvénytársaságban: a net.IPO Aktiengesellschaft GmbH 16,7, a Német Befektetési Társaság Rt. 8,4 százalékkal szállt be a cégbe, ami 860 millió forintnyi készpénzt jelentett. Nem sokkal ezután tulajdoni hányadot kapott a cégben az Intel Capital, az Intel kockázatitőke-befektető leányvállalata is. Nyáron indult el a Totalcar, aminek ugyan a különálló Totalcar Kft. a kiadója, abban azonban az Indexnek 50 százalékos részesedése van. A 2000. évet az Index 183 millió forintos veszteséggel zárta, aminek egyik oka az INteRNeTTotól távozók által felállított és jelentősen kibővített új szerkesztőség költsége, a másik ok a 2000-ben kipukkadt dotkomlufi Magyarországra is begyűrűző hatása volt.
2001-ben az Index egyik alapítója volt a Magyarországi Tartalomszolgáltatók Egyesületének, mely a hazai internetes tartalomszolgáltatás érdekvédelmi és önszabályozó szervezete Ebben az évben szervezték ki a fejlesztőtevékenységet az 50 millió forintos alaptőkével alapított Omnis Rt.-be, melynek a tulajdonosa az Index maradt, s amit alig egy évvel később adtak el mindössze 5 millió forintért. 2001. július 15-től Csepi Lajos, az Állami Privatizációs és Vagyonkezelő Rt. korábbi vezetője lett a kiadó vezérigazgatója, aki ugyan csak hét hónapot töltött a vállalatnál, de ezalatt jelentős költségcsökkentését ért el a bevételek szerény növelése mellett, ugyanakkor az év végére szinte minden készpénztartalék elfogyott, és a dotkomválság időszakában a tervezett tőzsdére lépés kilátástalannak tűnt.
2002 elején sikerült új befektetőt találni, aki a vállalat részvényeinek egyharmadát kapta 170 millió forint értékű szolgáltatás nyújtásáért cserébe: a Bajnai Gordon és Kóka János (akkor még csak) üzletemberek által képviselt Wallis Rt., mely leányvállalata, az Elender tulajdonában lévő Webigen révén szállt be az cégbe. Ebben az időszakban távozott a vállalattól Csepi Lajos, hogy rövid időre ismét Kőrösi legyen a vezérigazgató, akit Mucsi György váltott. Év végére a kiadó működése dacára a létszámleépítéseknek és üzleti racionalizálásnak, továbbra is veszteséges maradt. Ebben az évben távozott a cégtől Braun Róbert is, aki vezérigazgató helyettesként jelentős, ám gyakran ellentmondásos hatással volt a lap és a kiadó életére.
2003-ban indították el a Velvet nevű női lapot, amit kifejezetten a hirdetői igények hívtak életre, és év végére a zászlóshajó Index mellett ez, valamint a Totalcar bizonyultak a legsikeresebbnek. Év végére 450 millió forint volt a kereskedelmi bevétel, ami nullszaldó körüli működést jelentett. 2004-ben kezdett érzékelhetően növekedni az internetes hirdetések aránya: az előző évhez képest 50 százalékkal nőtt a reklámköltés, a hirdetési piac 60-70 százalékát lefedő négy nagy kiadó: az Index Zrt., a Ringier Kiadó Kft., az akkor még Axelero néven ismert, ma T-Online nevű vállalt és a Sanoma Budapest Zrt. az előző évi 224-ről 337 millióra növelte hirdetési bevételeit, a korábban 150 fős szerkesztőség létszáma időközben 40 alá csökkent, így a lap egyfajta egyensúlyi pályára került.
2005-ben a vállalkozást Nobilis Kristóf vásárolta meg, és nevezte ki vezetőjévé Vaszily Miklóst. Az Index.hu Zrt. ennek kapcsán került az akkor Nobilis birtokolta Közép-európai Média Zrt. tulajdonába. Van olyan vélekedés, mely szerint a valós vásárló Spéder Zoltán bankár volt, aki Nobilist csak amolyan strómanként iktatta be a tranzakcióba (ez az elmélet 2008-ra beigazolódott). Egy évvel később, 2006-ban ugyanis Spéder Zoltán bevásárolta magát az Index kiadójába: cége, a Sydinvest megvette az addigi tulajdonos, Wallis Rt.-től az Indexet, de a Portfolio.hu-t kiadó Netmédia Rt.-t is. A tranzakció értéke 2 milliárd forint volt. 2005 volt az Index első nyereséges éve is.
Egy korábbi, az azóta megszűnt Freebloggal kötött laza, de kudarcra ítélt próbálkozás után 2006-ban indult el a blog.hu szolgáltatása, ami egyúttal a közösségi tartalom Indexbe integrálásának is egy jelentős állomása volt. Ebben az időben zajlott a versengés az iWiW megvásárlásáért, amiről az Index végül lemaradt. Megszületett ugyanekkor az Inda, ami több kapcsolt szolgáltatáshoz adott egységes belépési lehetőséget: az új blogszolgáltatáshoz, fórumhoz, webmailhez. 2007-ben 14 milliárdos bevételt könyvelt el a vállalat.
Vaszily Miklós 2009-ben azt követően távozott a kiadó éléről, hogy az addig háttérben maradó valódi laptulajdonos, Spéder Zoltán aktivizálta magát, és egyre gyakrabban szólt bele a vállalat ügyeibe. Utóda Balogh Gabriella úgy látta el Vaszily korábbi feladataitnak egy részét, hogy a vezérigazgatói poszt 2011-ig betöltetlenül maradt.
2010-ben - korlátozott jogkörrel - Kardos Gábort, majd 2011 szeptember 20-tól Pusztay Andrást, az Index korábbi lapigazgatóját nevezték ki vezérigazgatónak, Tíz nappal később Uj Péter főszerkesztő is beadta felmondását, 2012. január 6-án pedig közös megegyezéssel távozott Gerényi Gábor, aki ugyan nem volt munkavállalója sem a lapnak, sem a kiadónak, ám egyfajta híd volt a szerkesztőség és a tulajdonosi kör között. Gerényi még az INteRNeTTo idejében került az Index közösségéhez, ezáltal a leghosszabb ideig volt a hírportál és jogelődje körében (összesen 17 évig), és az utolsó volt, aki az alapítók közül távozott.  Gerényi távozásának ekkor már inkább szimbolikus jelentősége volt.
A Simicska Lajos érdekeltségébe tartozó Pro-Ráta Zrt. még 2014 februárjában - a G-nap előtt - opciós jogot szerzett az Index.hu Zrt.-ben való tulajdonszerzésre. Három évvel később, 2017. április 20-án érvényesítette ezt az opciós jogot oly módon, hogy a Magyar Nemzetben és a Hír TV-ben is részesedéssel bíró Pro Ráta Zrt-ből tulajdonjogáról lemondva azonnal a Magyar Fejlődésért Alapítványnak adta át az Index kiadóvállalatát. Ezt az alapítványt az akkor ismeretlen tulajdonosi hátterű NP Nanga Parbat 17 Zrt. hozta létre (mely azóta ismert, hogy részben Simicska Lajos, részben Bodolai László voltak) néhány hónappal a tranzakció előtt. Az alapítvány kuratóriumának elnöke Bodolai László, az Index Zrt. igazgatótanácsának tagja, az index jogásza.
A vezérigazgatói széket néhány hónappal a tulajdonosváltást követően – 2017. november 20-ától – Pusztay András után Andacs Botond vette át.

## Vezetők
Az Index Zrt. vezérigazgatói
| kinevezés           | megszűnés          | név                |
| ------------------- | ------------------ | ------------------ |
| 1999. szeptember    | 2000 tavasz        | Reisz Attila       |
| 2000 tavasz         | 2001. július 15.   | Kőrösi Ákos        |
| 2001. július 15.    | 2002. február 8.   | Csepi Lajos        |
| 2002. ősz           | 2005               | Mucsi György       |
| 2005                | 2009. november 16. | Vaszily Miklós     |
| 2009. november      | 2010.              | Balogh Gabriella * |
| 2010.               | 2011. augusztus 31 | Kardos Gábor *     |
| 2011. szeptember 1. | 2017. november 20. | Pusztay András     |
| 2017. november 20.  |                    | Andacs Botond      |

- Balogh Gabriella nem foglalta el a vezérigazgatói széket, Kardos Gábor pedig csak ügyvezető igazgatóként irányította az Index.hu Zrt.-t.